# Berni Huber
Bernhard „Berni“ Huber (* 11. Juli 1967 in Obermaiselstein) ist ein ehemaliger deutscher Skirennläufer. Zu Beginn seiner Karriere war er vor allem in der Kombination erfolgreich, später in Abfahrt und Super-G. Insgesamt gelangen ihm sechs Top-Ten-Resultate im Weltcup.

## Biografie
Seinen ersten Auftritt auf internationaler Ebene hatte er bei den Juniorenweltmeisterschaften 1985 in Jasná. Dort kam er in der Abfahrt auf Platz 12, im Riesenslalom auf Platz 24 und im Slalom auf den 8. Platz, womit er die Bronzemedaille in der Kombination gewann. Die ersten Punkte im Weltcup gewann er im Januar 1988 in Bad Kleinkirchheim. Dort belegte er den elften Platz in der Kombination. Die erste Top-Ten-Platzierung im Weltcup gelang ihm ein Jahr später in der Kombination von Wengen. Seine ersten Skiweltmeisterschaften bestritt er 1989 in Vail. Er kam dort nur in der Kombination zum Einsatz und erreichte mit dem 10. Platz das beste WM-Ergebnis seiner Karriere. Seinen größten Weltcup-Erfolg feierte er mit seinem einzigen Podiumsplatz im Dezember 1990 in Gröden. Die Abfahrt auf der Saslong beendete er als Zweiter hinter dem Schweizer Franz Heinzer und vor Atle Skårdal aus Norwegen. Kurz darauf bei den Weltmeisterschaften 1991 in Saalbach-Hinterglemm kam er auf Platz 12 in der Abfahrt. Der 40. Rang im Gesamtweltcup und der 13. Rang im Abfahrtsweltcup der Saison 1990/91 waren seine besten Platzierungen in diesen Wertungen. Bei den Olympischen Winterspielen 1992 in Albertville belegte Berni Huber den neunzehnten Rang im Abfahrtslauf und Platz 31 im Super-G. In der Saison 1992/93 fiel Berni Huber mit Kreuzbandriss aus. 1995 wurde er Deutscher Abfahrtsmeister und 1996 Deutscher Meister im Super-G. Zuvor hatte er bei den Weltmeisterschaften 1996 in der Sierra Nevada noch die Plätze 31 und 34 in Abfahrt und Super-G belegt. Ein schwerer Sturz in der Weltcup-Abfahrt am 11. Januar 1997 in Chamonix beendete seine Karriere vorzeitig.
Bis 2003 war Huber als Trainer tätig, zuletzt als Europacuptrainer der Herren im Deutschen Skiverband. Anschließend war er Geschäftsführer des Skigebietes Grasgehren. In der Saison 2019/20 kehrte er als leitender Schülertrainer zum Deutschen Skiverband zurück.